# Air Express Algeria
Air Express Algeria – algierskie linie lotnicze cargo z siedzibą w Hassi Messaoud i bazą na lotnisku w Algier. Obsługuje zarówno loty planowe jak i czarterowe w północnej Afryce. Posiada kontrakty z kompaniami naftowymi i gazowymi działającymi na terenie Sahary.

## Flota
Flota Air Express Algeria (2020):
| Model              | Ilość |
| ------------------ | ----- |
| Beechcraft 1900D   | 9     |
| Let L-410 Turbolet | 6     |
| Razem:             | 15    |